# 高浜七年祭
高浜七年祭（たかはましちねんまつり）とは福井県高浜町にある佐伎治（さきち）神社の式年大祭であり、福井県の指定無形民族文化財の一つである。次回は2025年6月15日(日)～21日(土)に開催予定である。

## 概要
高浜七年祭は巳年と亥年の6月、卯の日から酉の日の7日間に、旧高浜地区全域を氏子として行われる佐伎治神社の式年大祭であり、別名「七年祭」と呼ばれる。祭りの期間中は中ノ山・西山・東山の三基の神輿が氏子約300人によって高浜町内を中心に曳行する。神輿それぞれに太鼓打ちと芸能衆が行列をなして付き従い、神輿の出発前や到着後に太刀振り、お田植、神楽などの芸能を披露する。一方、7種類ある曳山では「屋台囃子」と、子供による「日本舞踊」や「太鼓の演奏」が演じられる。祭り最終日には氏子が神輿を担いだまま海に入る「足洗いの儀」を行う。この儀式により怨霊や疫神が海に帰っていくとされている。

## 歴史
高浜七年祭は京都市の祇園祭と同様、御霊会の一つである。都市が発展するにつれ流行病の蔓延が問題となる。この原因を御霊（無実の罪で亡くなった人々の怨念）や外国からの疫神のしわざと考え、それらを慰撫し、楽しんでいる間に立ち去ってもらうのが御霊会である。七年祭も疫病が発生しやすい梅雨から夏にかけて行われる。
祭りの起源は逸見昌経による高浜城の築城後であると考えられている。七年祭らしき記述の文献が登場したのは安土桃山時代の里村紹巴の紀行『紹巴道乃記』（『天橋立紀行』）の永禄12年（1569年）6月19日の条「高浜祇園会桟敷なとうたれければ一見して明る夜ふかく立出ぬ」で、「高浜祇園会」というのが現在でいう高浜七年祭であることから、この頃から祭りが行われていたとされる。
祭りは陽の極まる旧暦6月卯の日から酉の日まで7日間行われるが、『七年大祭記録』では明治38年（1905年）までは9日間祭りが行われていたことが記されている。明治44年以降、初日の神輿卸しと2日目の御旅始めを１日で行い、練返しも行わなくなり7日間となった。また近年は海水浴シーズンを避け、新暦の６月に行われている。最終日の本日（ほんび）は酉の日があてられ、『七年大祭記録』では「辛酉（かのととり）」をあえて本日にあてている年が見られる。「辛酉」は陽から陰への変わり目で、古来革命がおこるとされ、改元や改令が行われることが多かった。また祭りのある巳年は陽の極まる年、亥年は陰の極まる年である。このように七年祭は、年・月・日に陰陽五行をあてはめることで、少しでも疫病発生を抑えたい人々の願いが込められている。

## 七年祭執行までの流れ
- 正月…初寄合、祈願祭
- ２月…奉納神事、曳山芸能稽古
- ３月…神輿改め
- ４月…稽古上げ
- ５月…顔見世
- ６月…駕輿丁の集会、曳山の組上げ、御旅所本陣準備

## 七年祭の流れ
- １日目「神幸祭（じんこうさい）（神輿卸し）」…祭典、お田植、太刀振、三神輿発輿
- ２日目「巡行祭」…曳山芸能、太刀振、神楽
- ３日目「巡行祭」…曳山芸能、お田植、太刀振、神楽
- ４日目「中日祭（ちゅうにちさい）（中勇：なかいさみ）」…神輿巡幸、お田植、太刀振
- ５日目「巡行祭」…曳山芸能
- ６日目「巡行祭」…曳山芸能
- ７日目「還幸祭（かんこうさい）（本日：ほんび）」…神輿巡幸、お田植、太刀振、還幸祭、足洗の儀、還霊祭

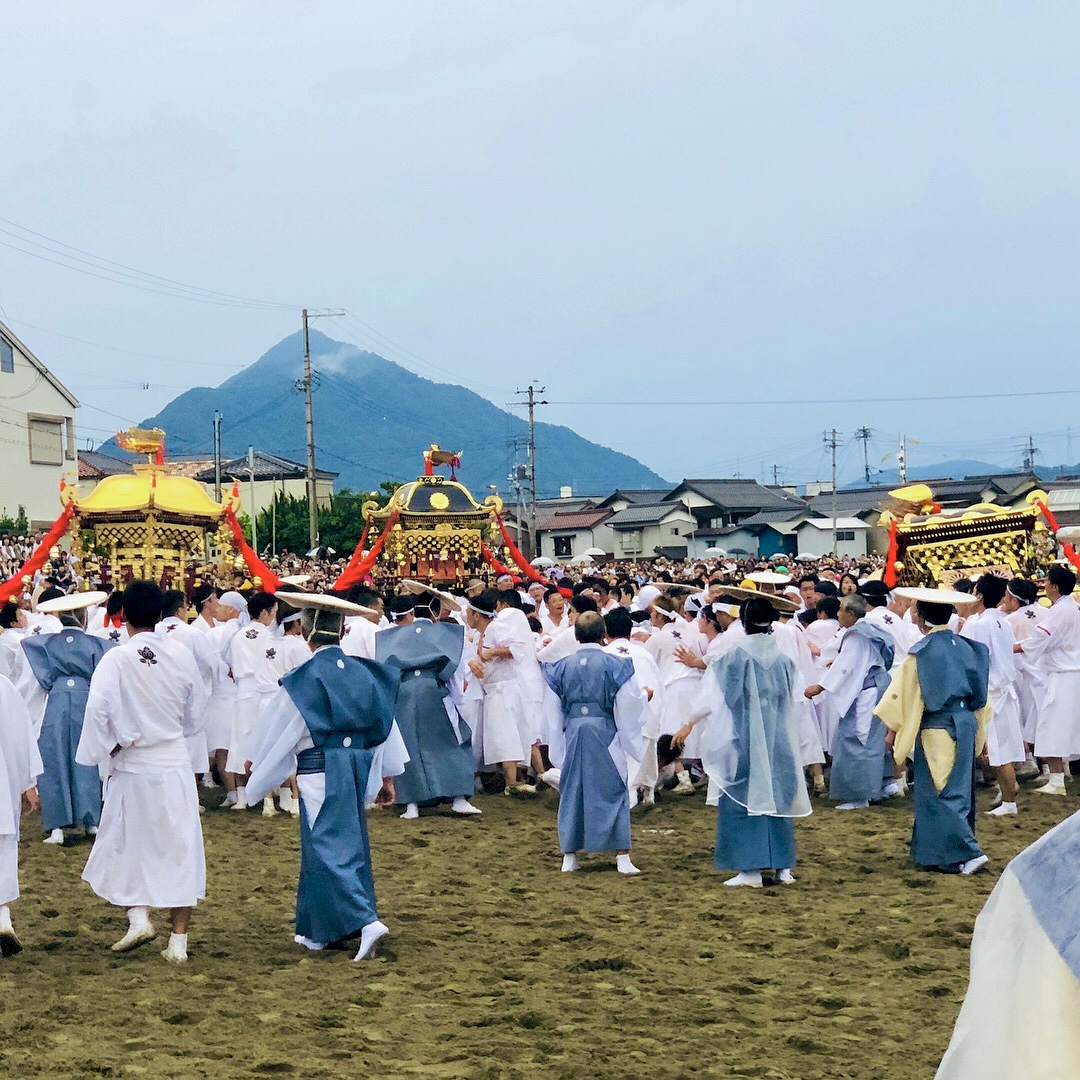
鳥居浜での足洗い

## 神輿と山元
氏子地区は3つに分かれ、東山・中ノ山・西山の神輿の駕輿丁（神輿担ぎ）、神輿の警固にあたる。３地区は区内に御旅所を設け、御旅所となる家を山元という。

### 東山
東山神輿の祭神は稲田姫命で、形状は屋根から胴にかけて六角形をし、金色に仕立てられている。岩神、薗部、笠原、赤尾町、横町、紫水ヶ丘、中央、南が担当し、駕輿丁は100名である。東山の山元は松岡弥助家（薗部）が勤める。

### 中ノ山
中ノ山神輿の祭神は素戔嗚命で、三基の神輿の中で最も大きく、駕輿丁も130名と一番多い。塩土（旧北浦町）、事代（旧南浦町）、本町、今在家、中町、大西、若宮（旧岸名町）、宇治が担当する。中ノ山の山元は時岡善太夫家（本町）で、七年祭の祭礼司も勤める。

### 西山
西山神輿の祭神は大己貴命（オオナムチノミコト）（大国主命の異称）で、素戔嗚命と稲田姫命の子とされている。中ノ山と東山がぶつかる間に入り、仲を取り持つ親睦の象徴となっている。子生、坂田、畑、立石、中寄が担当し、駕輿丁は90名である。山元は交替で子生区、畑区、立石区、中寄区が勤めるが、二回に一回は子生区が勤めるため、子生区は12年に1回、他の区は36年に1回の巡幸となる。子生区の山元は清常孫兵衛家が勤めることになっている。

## 祭り中に行われる芸能

### 曳山芸能
氏子たちによる「屋台囃子」と子供たちによる「日本舞踊」、「歌謡舞踊」、「太鼓の演奏」が行われる。特に2日目は「山上がり」と呼ばれ、すべての曳山が佐伎治神社に集結する。

### 太刀振
太刀振は7種類存在し、各地区ごとに演じる。それぞれの太刀振ごと異なった演目を行うため、それぞれの太刀振に大きな特徴がある。

### 神楽
立石区、畑区、中寄区の若連中により演じられる。演目は「弊の舞」「剣の舞」「本神楽」「荒獅子」の４演目がある。

### お田植
事代区の若連中により演じられる。お田植はまず、8人前後の鍬と柄振りを持った青年が、円陣を組んで唄いながら舞う「ごよがの」から始まる。お田植の最後は神主と子供数人からなる早乙女との掛け合いで終わる。
|        |      | 曳山                           | 太刀振               | お田植 | 神楽           |
| 東山   | 神輿 | 横町、赤尾町                   | 薗部、岩神、笠原     | ー     | ー             |
| 中ノ山 | 神輿 | 本町、今在家、中町、大西、若宮 | 塩土                 | 事代   | ー             |
| 西山   | 神輿 | ー                             | 子生、畑・立石・中寄 | ー     | 畑・立石・中寄 |